# Johanna Wokalek
Johanna Wokalek, född 3 mars 1975 i Freiburg im Breisgau, är en tysk skådespelerska. I filmen Der Baader Meinhof Komplex spelar hon Gudrun Ensslin.

## Filmografi (urval)
- 2008 – Der Baader Meinhof Komplex
- 2008 – Nordwand